# Veľké Rovné
Veľké Rovné (bis 1927 slowakisch „Rovné“; ungarisch Nagyróna – bis 1907 Rovne) ist eine Gemeinde in der Nordwestslowakei.

## Lage
Sie liegt im Javorníky-Gebirge, im Tal des Rovnianka-Baches, an der Hauptstraße II/541 etwa 9 km von Bytča entfernt.
Zur insgesamt 11 Kilometer langen Gemeinde zählen neben dem Hauptort auch die Orte Dolinky, Madzín, Potoky, Ráztoky, Soľné und Žarnov.

## Bevölkerung
| Jahr                | 1994 | 2004    | 2014    | 2024    |
| ------------------- | ---- | ------- | ------- | ------- |
| Anzahl der Personen | 4051 | 4042    | 3779    | 3582    |
| Unterschied         |      | −0,22 % | −6,50 % | −5,21 % |

| Jahr                | 2023 | 2024    |
| ------------------- | ---- | ------- |
| Anzahl der Personen | 3581 | 3582    |
| Unterschied         |      | +0,02 % |

## Geschichte
Die als eine Walachensiedlung an der Stelle der zwei ehemaligen Dörfer Rimanovice (erste Erwähnung 1408) und Kriváč (erste Erwähnung 1437) gegründeter Ort wurde 1540 erstmals erwähnt.

## Persönlichkeiten
- Matúš Štoček (* 1999), Radrennfahrer